# تاديوس كوسينسكي
تاديوس كوسينسكي (بالبولندية: Tadeusz Kościński)‏ (مواليد 9 ديسمبر 1956) سياسي بولندي، شغل منصب وزير المالية في الحكومة الثانية برئاسة ماتيوز موراويكي اعتبارًا من نوفمبر 2019، لكنه استقال في فبراير 2022 بعد فشل الإصلاح الضريبي.